# 斯托罗
斯托罗（義大利語：Storo），是意大利特伦托自治省的一个市镇。总面积62.88平方公里，人口4662人，人口密度74.1人/平方公里（2009年）。ISTAT代码为022183。